# Car (Sprache)
Car oder Pu ist eine nikobaresische Sprache, die von etwa 20.000 Menschen auf der nördlichen Nikobaren-Insel Car als Muttersprache gesprochen wird. Car (Pu) ist die mit Abstand bedeutendste der insgesamt sieben einheimischen nikobaresischen Sprachen und wird auf den Nikobaren von weiteren 17.000 Menschen – darunter auch Zuwanderern – als Verkehrssprache benutzt.
Für die Sprache Car wird die lateinische Schrift verwendet. Es gibt eine Bibelübersetzung aus dem Jahre 1969.

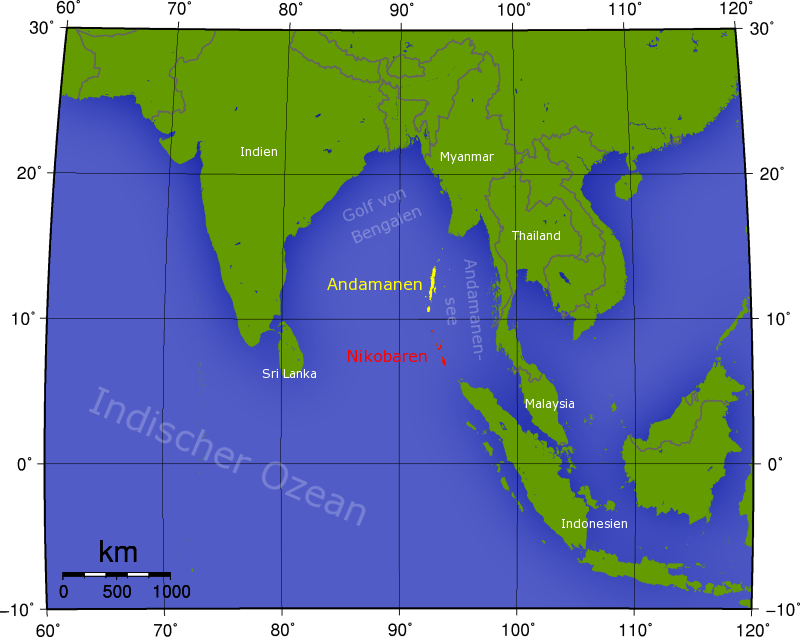
Lage der Nikobaren

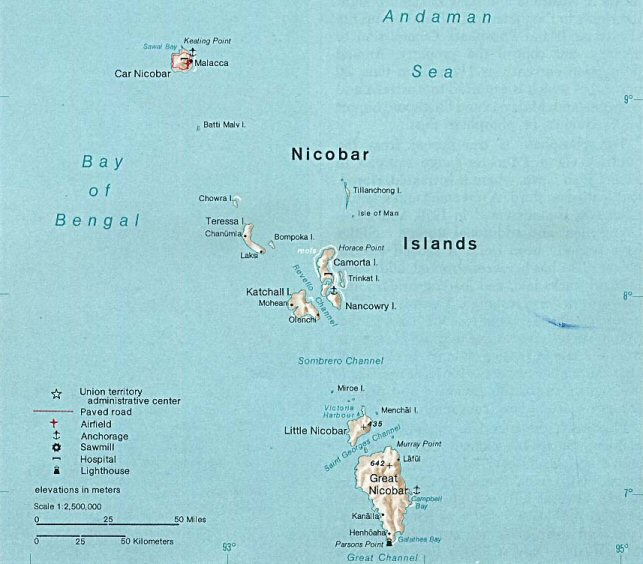
Karte der Nikobaren

## Sprachliche Charakteristik
Obwohl Car eine austroasiatische Sprache ist, hat es typologische Gemeinsamkeiten mit den geographisch nahe gelegenen austronesischen Sprachen Nias und Achinesisch, mit denen es ein kleines linguistisches Areal bildet (Braine 1970).
Car ist eine VOS-Sprache, die Reihenfolge der Satzglieder im Aussagesatz ist also in der Regel Prädikat – Objekt – Subjekt. (Weltweit ist dieser Typus sehr selten, es gehören nur etwa 2 % aller Sprachen dazu.) Car ist präpositional (es werden also Präpositionen, keine Postpositionen verwendet), die typische Struktur der Nominalphrase ist Nomen – Genitiv ("das Haus des Vaters"), Adjektiv – Nomen ("das große Haus"), Numerale – Nomen und Demostrativum – Nomen. Numerus, Kasus und Possessivbeziehungen werden am Nomen nicht markiert, es gibt drei grammatische Geschlechter. Die Morphologie ist suffigierend mit agglutinierender Tendenz. Das Verbum besitzt kein Tempus- aber ein Aspektsystem (siehe Weblink WALS.).